# Waldorf Astoria Las Vegas
O Waldorf Astoria Las Vegas, anteriormente Mandarin Oriental, Las Vegas, é um hotel e condomínio de luxo de 47 andares,  localizado no complexo CityCenter, na Las Vegas Strip, em Paradise, Nevada. É gerenciado pela Hilton Worldwide como parte da marca Waldorf Astoria Hotels & Resorts. É de propriedade de Tiffany Lam e Andrew e Peggy Cherng . 
O hotel tem 392 quartos e suítes,  decorados em estilo oriental. O lobby do hotel está localizado no 23º andar.  As Waldorf Astoria Residences têm 225 residências em condomínios localizadas nos andares superiores do edifício,  que tinham um preço médio de venda de US$ 2 milhões em 2010. 
O Waldorf Astoria possui o Prêmio AAA Five Diamond e três Forbes Five Star Awards (por seu hotel, spa e restaurante), uma distinção conquistada por apenas seis hotéis nos Estados Unidos.  

## História
O hotel foi projetado por arquitetos Kohn Pedersen Fox, com interiores residenciais mistos projetados por empresas de Kay Lang & Associates e Page & Steele Interior Architects. O hotel recebeu uma certificação LEED Gold em 20 de novembro de 2009. 
O então Mandarin Oriental Las Vegas foi inaugurado em 5 de dezembro de 2009. 
Em dezembro de 2009, o restaurante francês Twist foi inaugurado no Mandarin Oriental, marcando a estréia nos EUA do chef francês de três estrelas Michelin Pierre Gagnaire . 
Em 2018, o CityCenter vendeu o hotel por US$ 214 milhões para o investidor em hotéis Tiffany Lam e os fundadores da Panda Express, Andrew e Peggy Cherng .  Em conjunto com a venda, o Mandarin Oriental Hotel Group deixou de administrar o imóvel em 31 de agosto de 2018, e a Hilton assumiu o gerenciamento, renomeando-o como Waldorf Astoria.  

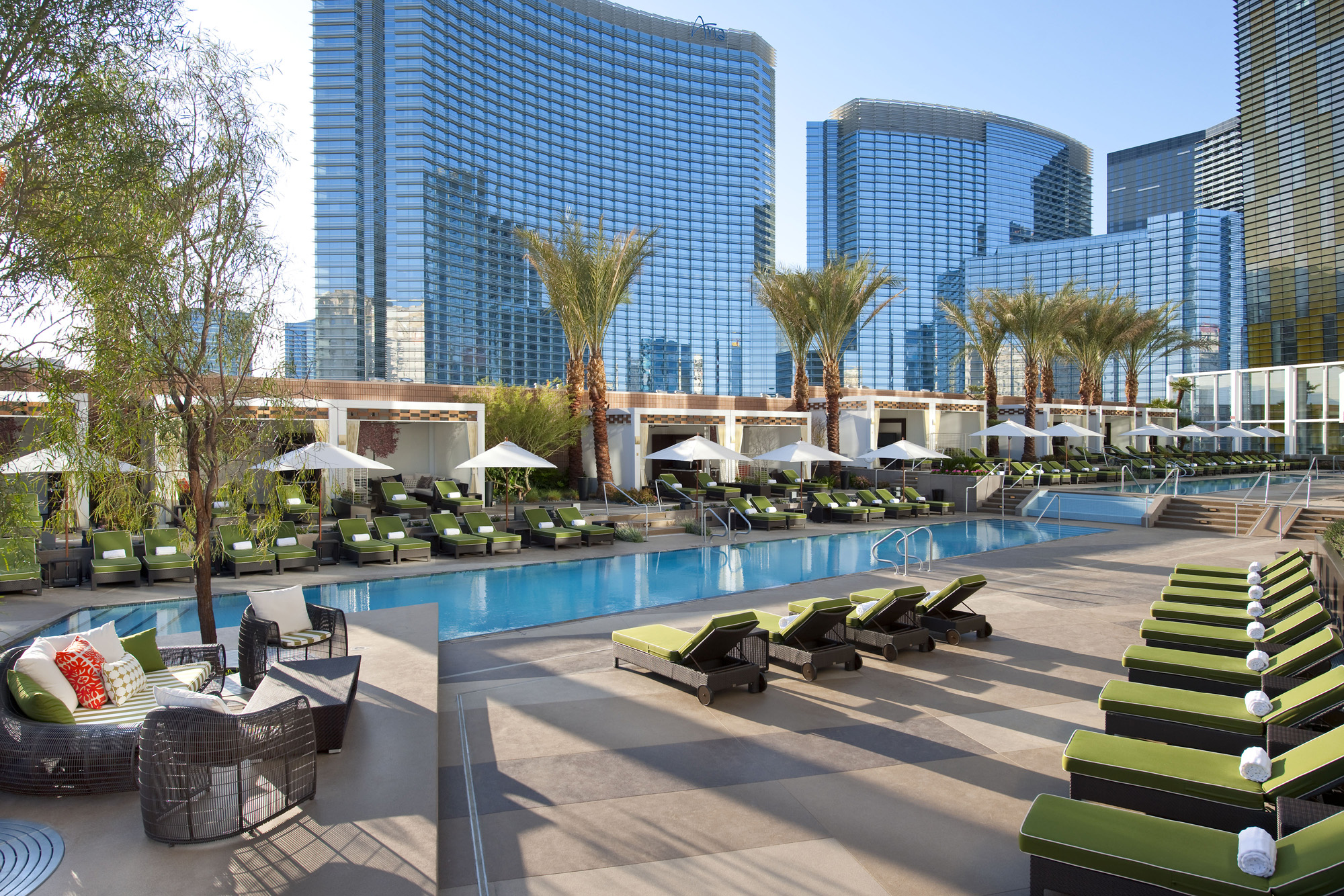
A área da piscina do hotel

## Galeria

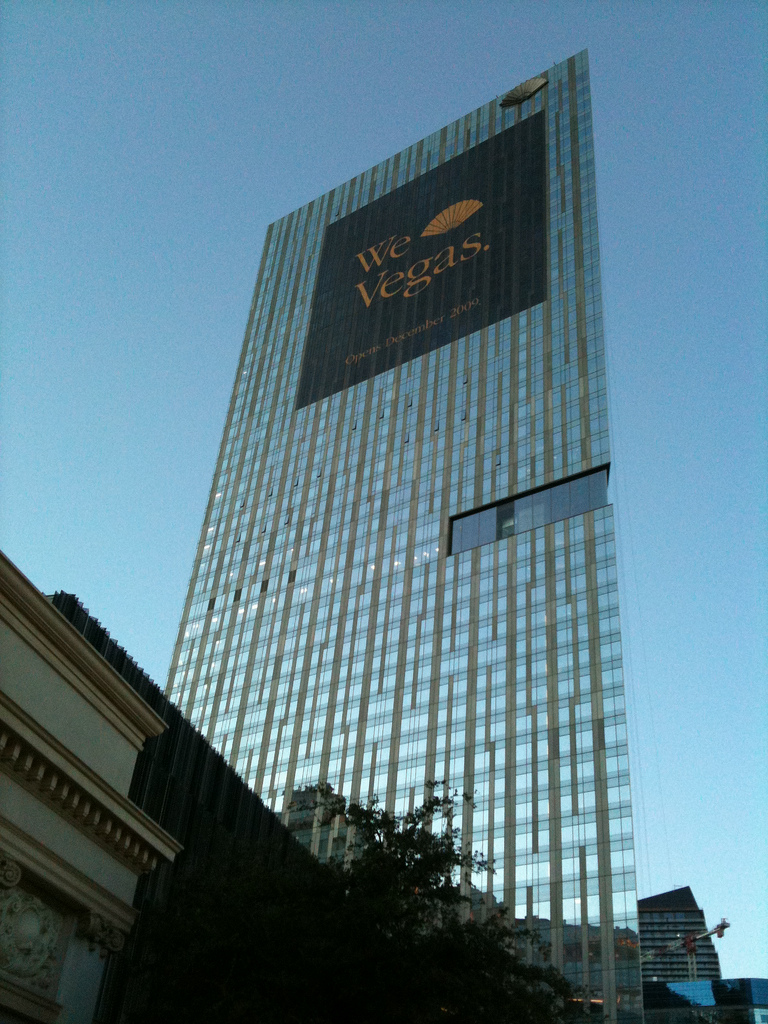
Pouco antes da inauguração em novembro de 2009
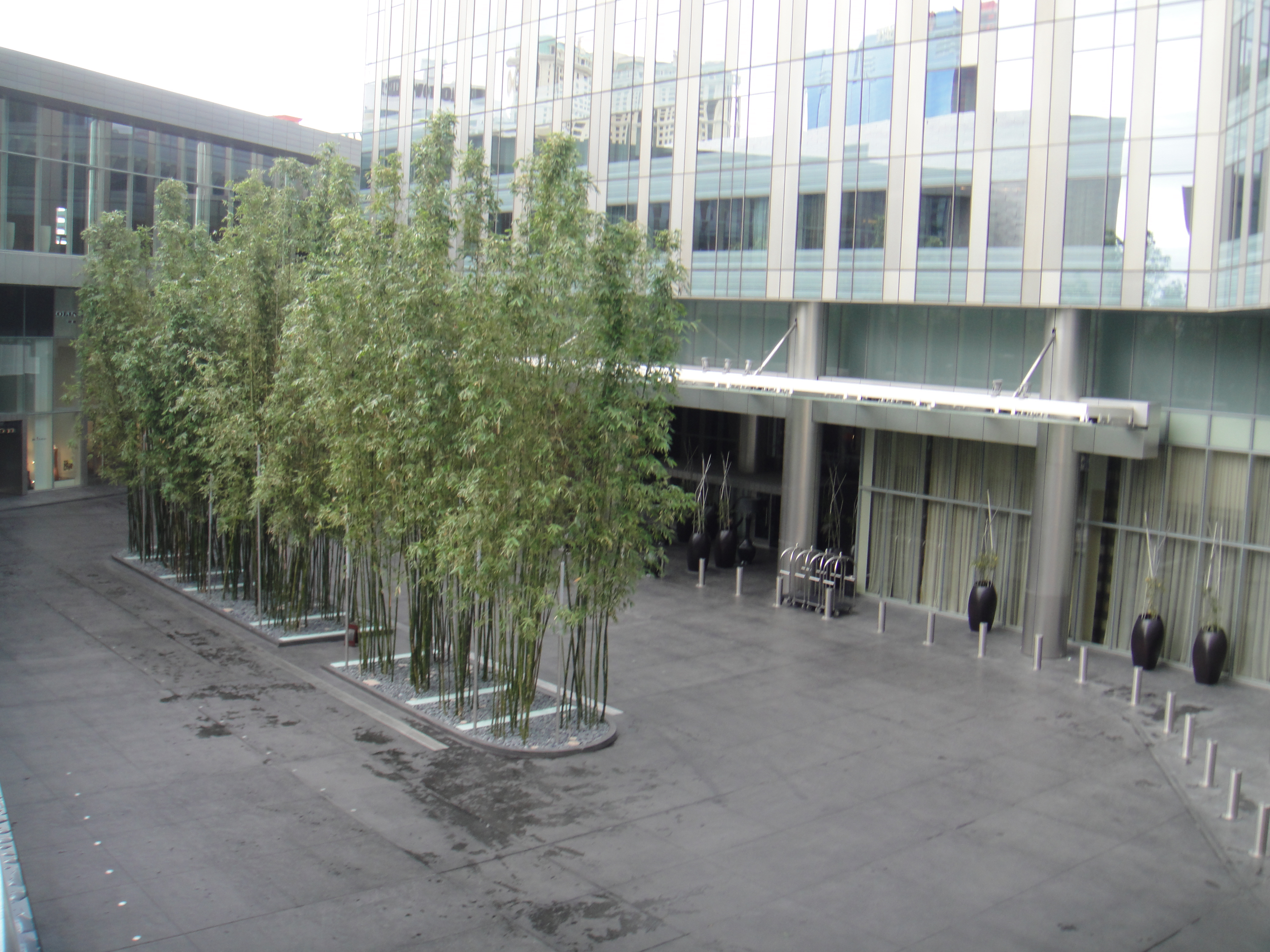
Foto da entrada principal porte-cochere
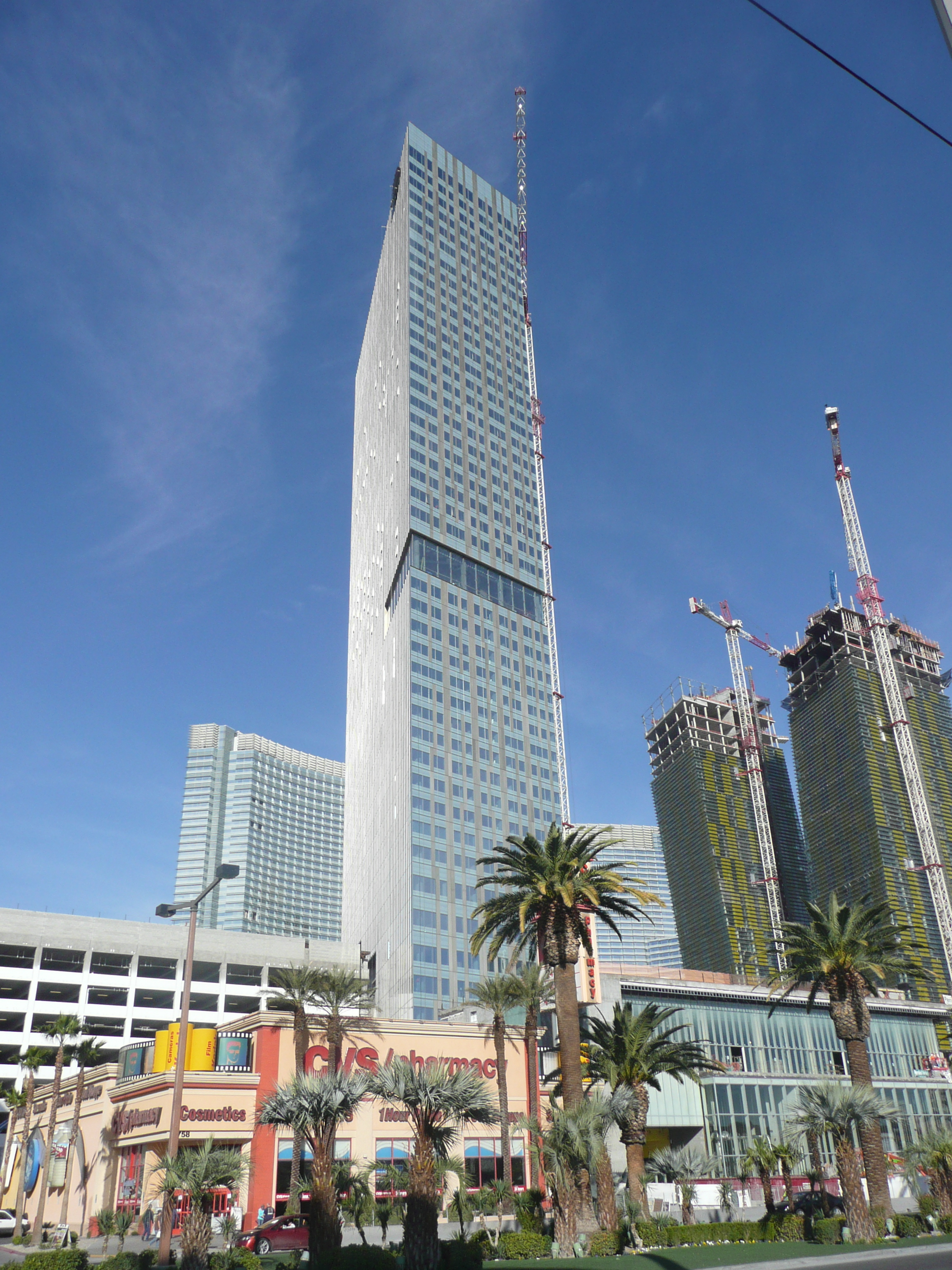
Progresso da construção em fevereiro de 2009
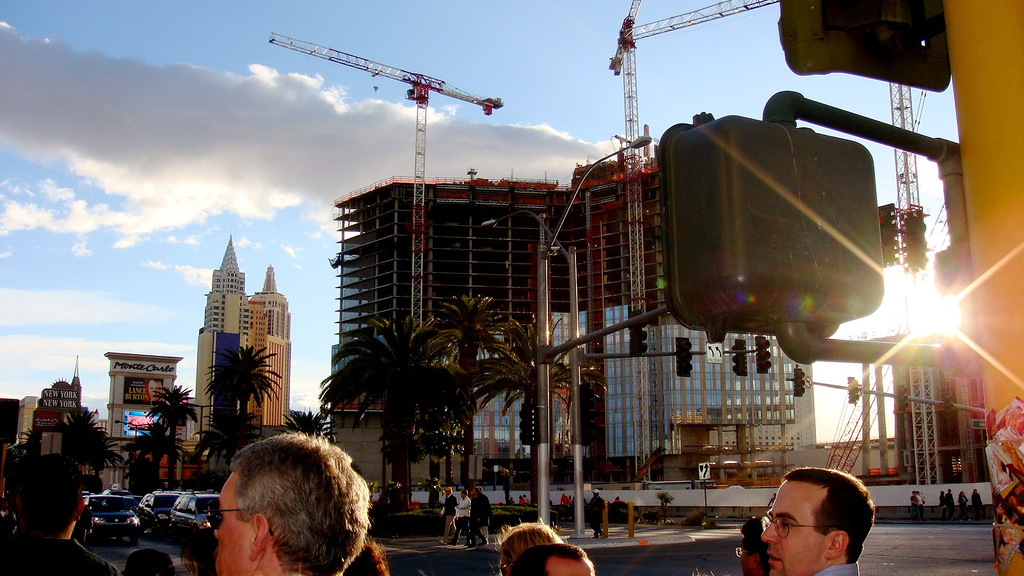
Progresso da construção em janeiro de 2008
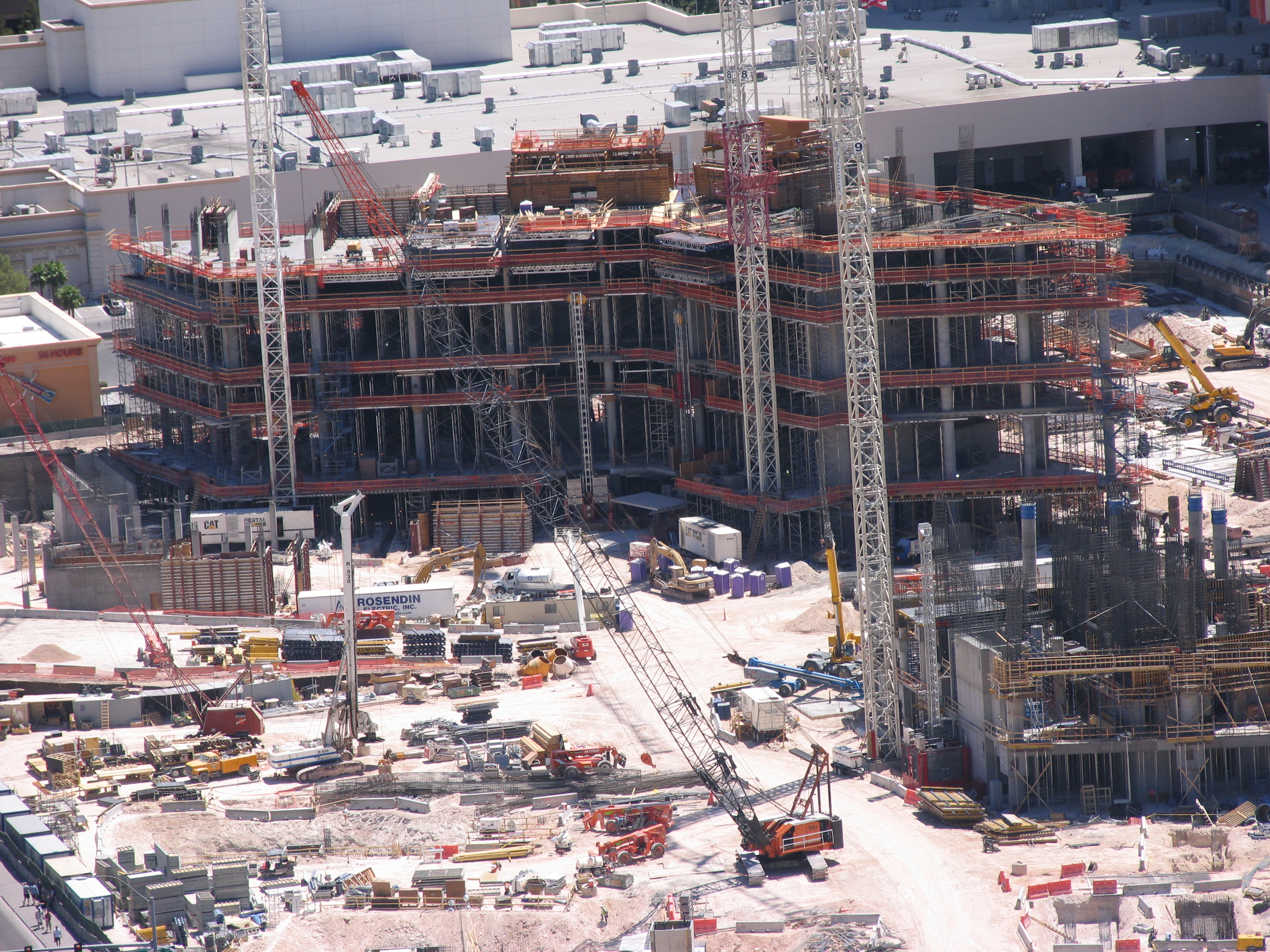
Progresso da construção em junho de 2007